# Машат (Тюлькубасский район)
Машат (каз. Машат) — село в Тюлькубасском районе Туркестанской области Казахстана. Административный центр Машатского сельского округа. Находится примерно в 41 км к западу от районного центра села им. Турара Рыскулова. Код КАТО — 516053100.

## Население
В 1999 году население села составляло 1260 человек (645 мужчин и 615 женщин). По данным переписи 2009 года, в селе проживали 1402 человека (714 мужчин и 688 женщин).